# Somogyi Antal (fizikus)
Somogyi Antal (Budapest, 1920. december 7. – Budapest, 2010. október 8.) MTA Eötvös József-koszorúval kitüntetett magyar fizikus. A kozmikus sugárzás, kozmikus záporok neves kutatója. Fizikai tudományok doktora.

## Élete
A középiskolát a Magyar Királyi Tanárképző Intézet Gyakorló Főgymnasiumában végezte, akkori hétköznapi néven Mintagimnázium.
1938-ban iratkozott be a Pázmány Péter Tudományegyetem matematika–fizika szakára.
1943-ban a budapesti Kölcsey Ferenc Gimnáziumban helyezkedett el tanárként.
1944-ban egyetemi doktori címet szerzett summa cum laude fokozattal.
1945-1949-ig a Mintagimnáziumban tanított.
1947-1948-ig Belgiumban posztdoktori állást töltött be.
1949-1950-ig az ELTE Fizikai Intézetében tanársegéd.
1950-ben alakult a Központi Fizikai Kutatóintézet Kozmikus Sugárzási Osztálya, amelynek munkájában kezdetektől részt vett, 1952-től lett hivatalosan a KFKI munkatársa, később főmunkatársa. 1964-től a Kozmikus Sugárzási Osztály vezetője, 1979-1982-ig a Nagyenergiájú Fizikai Főosztály vezetője. Nyugdíjazásáig a KFKI munkatársa maradt.

## Munkássága
Diplomamunkáját 1943-ban Kicsiny görbületű folyadékfelszínek alakjának vizsgálata címmel írta. A KFKI megalakulásakor a Jánossy Lajos vezette Kozmikus Sugárzási Osztály kutatócsoportjában helyezkedett el, és a kiterjedt légizáporok vizsgálatával foglalkozott. Módszert dolgozott ki a Geiger-Müller csövek kozmikus sugárzás mérésének céljára történő gyártására, amit az 1980-as évek közepéig alkalmaztak. Kandidátusi értekezését A kiterjedt légizáporok elektron-foton komponensének vizsgálata címmel írta 1959-ben. Akadémiai doktori értekezését A kozmikus sugárzás kiterjedt légizáporainak részecskeszám szerinti eloszlása nagy részecskeszámok esetén címmel írta.
1957-1958-ban épült meg a KFKI 30 méter mély földalatti laboratóriuma, amelyet kozmikus részecskefizikai mérések céljára használtak. A müon-teleszkóp segítségével a kozmikus sugárzás nagy energiájú müonkomponensének időbeli változásait mérték. A kutatás eredményeként igazolást nyert a Forbush-effektus, valamint sikerült kimutatni, hogy a kozmikus sugárzás intenzitása a Nap forgási periódusának ütemében változik. Érdeklődése később az űrfizika felé irányult. Jelentős szerepet vállalt a különböző kollaborációkban megvalósuló nemzetközi űrmissziók előkészítésében és a műszeres mérések kiértékelésében.
Pályafutása során többször visszatért a tanári hivatáshoz. Kezdetben gimnáziumokban, majd különböző felsőoktatási intézményekben is tanított: a budapesti Pedagógiai Főiskolán, az Eötvös Loránd Tudományegyetem Kísérleti Fizikai Tanszékén, valamint a miskolci Nehézipari Műszaki Egyetemen, ahol 4 évig az egyetem fizikai tanszékét is vezette. Az ELTE-n később kurzusokat is tartott.

## Tudományszervező tevékenysége
A kozmikus sugárzási mérésekben elért eredmények számos nemzetközi együttműködéshez vezettek, amelyben szervező feladatokat vállalt.
Az International Union of Pure and Applied Physics (IUPAP) Kozmikus Sugárzási Bizottságának tagja, később titkára, végül elnöke lett.
1969-ben Budapestre szervezte a 11. Kozmikus Sugárzási Világkonferenciát.
1974-1986-ig az IUPAP Kozmikus Sugárzási Bizottság által kiadott CosNews hírlevél szerkesztője.
A kozmikus sugárzás anizotrópiájának mérésére alakult magyar–bolgár közös kutatócsoport a 2925 méter magas Muszala (Bulgária) csúcson először mutatta ki az 50 és 100 TeV közötti kozmikus sugárzás anizotrópiáját. Kezdeményezésére a Tien-san hegységben is hasonló méréseket végeztek.
Túlnyomóan saját maga tervezte a Halley-üstököst és a Vénuszt vizsgáló Vega–1 és Vega–2 űrszondákon elhelyezett "TÜNDE" nevű töltöttrészecske-detektort.

## Díjai, elismerései[5]
- Bródy Imre-díj (1963)
- KFKI Intézeti Díj (1976)
- Bolgár Tudományos Akadémia centenáriumi érem (1976)
- Szovjet Asztronautikai Társaság Ciolkovszkij-érem (1986)
- Jánossy-díj (1987)
- MTA Eötvös József-koszorú (1994)[10]
- Magyar Asztronautikai Társaság Fonó Albert-emlékérem[11]
- Committee on Space Research (COSPAR) Distinguished Service Medal (1994)[12]

## Családja
Szülei matematika-fizika szakos tanári diplomát szereztek. Édesapja id. Somogyi Antal (1885-1947) okleveles matematika–fizika szakos középiskolai tanár, majd tanársegéd. Nővére Somogyi Éva az ELTE Általános Fizika Tanszék adjunktusa volt.